# Фабрика звёзд (фильм)
«Фабрика звёзд» (итал. L'uomo delle stelle — дословный перевод «Человек звёзд» или «Человек со звёзд») — итальянский кинофильм 1995 года режиссёра Джузеппе Торнаторе 1995 года. Номинация на премию «Оскар» за лучший фильм на иностранном языке. Три национальных премии «Давид ди Донателло», включая приз за лучшую режиссуру. Номинация на премию «Грэмми» за лучшую музыку к фильму (Эннио Морриконе).

## Сюжет
Аферист Джо Моретти путешествует по Сицилии. Он выдаёт себя за представителя крупной римской киностудии, которая ищет таланты. За 1500 лир Джо проводит кинопробы, предлагая сыграть эпизоды из «Унесённых ветром» и обещая огромные заработки в случае успеха. Но многие не могут сыграть роль и просто рассказывают о своём прошлом или сокровенных мечтах.
В одном городке Джо встречает молодую неграмотную девушку Беату, живущую при монастыре, которая увязывается за ним. Он пытается её прогнать, но это не удаётся. Джо соблазняет Беату и берёт её ассистенткой.
Джо арестовывают по обвинению в мошенничестве и других преступлениях. Перед отправкой в тюрьму ему мстят родственники умершего, которого Джо «снимал», — его жестоко избивают на глазах у Беаты.
Джо выходит из тюрьмы через два года и пытается разыскать Беату. Он находит её в сумасшедшем доме. Беата рассказывает ему, как она стала кинозвездой, но Джо умер — и на этом всё кончилось.
Джо обещает забрать её, когда он разбогатеет, и уезжает, вспоминая «заснятых» им и открывшихся ему сицилийцев.

## В ролях
| Актёр              | Роль                        |
| ------------------ | --------------------------- |
| Серджо Кастеллитто | Джо Морелли                 |
| Тициана Лодато     | Беата                       |
| Франко Скальдати   | бригадир Мастропаоло        |
| Леопольдо Триесте  | Муте                        |
| Лео Джалотта       | Вито                        |
| Сальваторе Билла   | принц                       |
| Джейн Александр    | принцесса                   |
| Тони Сперандео     | мафиози Примо Бадаламенти   |
| Пино Калабрезе     | сержант карабинеров         |
| Доменико Дольче    | Фермер, едущий в автобусе   |
| Стефано Габбана    | Фотограф, едущий в автобусе |
| Клелия Рондинелла  | мать Анны                   |
| Тано Чимароза      | дедушка Бордонаро           |

## Награды
- Специальный приз жюри на Венецианском кинофестивале 1995 года.
- 8 наград в Италии.